# King Von
Dayvon Daquan Bennett (Chicago, 9 de agosto de 1994 – Atlanta, 6 de novembro de 2020) conhecido profissionalmente como King Von, foi um rapper e compositor estadunidense de Chicago. 

## Biografia
Nascido em 9 de agosto de 1994, na cidade de Chicago, Illinois, foi criado no complexo habitacional Parkway Gardens, popularmente conhecido como O-Block. Muitas de suas músicas mais populares prestavam homenagem ao local, como seu disco mais famoso Welcome to O'Block.
Após ganhar reconhecimento na cena drill de sua cidade, mudou-se para Atlanta, Georgia, polo importante no cenário do rap americano, para se concentrar em sua carreira musical e fugir da violência, já rotineira, que vivenciava em Chicago. Ali trabalhou com o selo Only The Family (OTF) e assinou contrato com o rapper Lil Durk.
Ajudou a pioneirar o subgênero drill, dando forma ao mesmo junto com outros rappers, no fim dos anos 2010, aclamado pelos singles "Crazy Story" e "Took Her to the O", que alcançou a quadragésima quarta posição da Billboard Hot 100, e pelo álbum de stúdio Welcome to O'Block (2020), que ficou em quinto lugar no Painel publicitário 200.
Antes de sua carreira artística tomar forma, era membro dos Black Disciples, uma gangue de rua e organização criminosa de Chicago. Bennet, assim como vários artistas do universo da música, teve uma morte precoce, causando impacto na indústria da música.

## Discografia

### Álbuns de estúdio
- Welcome To O'Block (2020)
- What It Means to Be King (2022)
- Grandson (2023)

### Mixtapes
- Grandson, Vol. 1 (2019)
- Levon James (2020)